# Cultura de Sopot
La Cultura de Sopot és una cultura arqueològica del Neolític que es va detectar per primera volta a Eslavònia oriental, a l'actual Croàcia, i de llavors ençà també es va trobar en alguns jaciments d'Hongria. Era una continuació de la Cultura de Starčevo i estava fortament influenciada per la de Vinča. Alguns dels jaciments arqueològics on se'n van trobar són Samatovci, Vinkovci-Sopot, Otok, Privlaka, Vinkovci-Ervenica, Osijek, Bapska, Županja, i Klokočevik. Es va estendre pel nord de Bòsnia des de la seua zona originària cap a l'oest fins al nord-oest de Croàcia i cap al nord fins a la Transdanúbia hongaresa, on va contribuir al començament de la Cultura de Lengyel. La cultura data del voltant de l'any 5000 abans de la nostra era. Els assentaments s'aixecaven a la vora dels rius (sobretot a les riberes del Bosut, a la zona de l'actual ciutat de Viskovc). Les cases eren quadrades i de fusta amb la tècnica de l'entrellaçat, a voltes separades en diverses cambres. Entre els artefactes destaquen armes d'os, sílex, obsidiana i roques volcàniques ferruginoses, així com algunes ceràmiques de diverses grandàries (gots bicònics amb dues anses, bols cònics, olles i atuells en forma de «s») decorades amb talles o lleus punxades i pintura.
El jaciment epònim és Sopot, a prop de Vinkovci, datat d'entre el 5480 i el 3790 abans de la nostra era. La cultura, la va identificar per primera vegada el 1949 Vladimir Milojcic, i la batejà per primera vegada amb aquest nom el 1968 Stojan Dimitrijevic, i des del 1971 se la coneix generalment així.

## Jaciments principals
El jaciment de Beli Manastir - Popova zemlja és el major jaciment habitacional de la Cultura de Sopot que s'ha excavat a Croàcia fins hui (2021). Quasi la meitat de les persones estudiades tenien menys de 16 anys, i això indica una elevada taxa de mortalitat entre els no adults. Dos terços n'eren dones, mentre que hòmens i dones estaven igualment representats entre els adults. La majoria els van soterrar amb ritus funeraris neolítics en posició encongida al llarg de les parets de grans tombes de fossa o en altres fosses dins de les cases, a vegades amb objectes funeraris de ceràmica col·locats a prop dels caps i altres estris domèstics. Tres dels individus anaven acompanyats d'un nombre i una varietat relativament grans d'objectes funeraris com ara articles quotidians relacionats amb activitats domèstiques i econòmiques. Altres quatre individus foren dipositats en decúbit, en un canal que discorre al llarg de la vora est del jaciment, amb escàs mobiliari funerari.

## Manera de vida
Els pobles de la Cultura de Sopot vivien en assentaments situats en terres baixes, sovint en zones de marjal, però sempre als voltants d'un riu o rierol. Els assentaments estaven envoltats de rases o estacades.

## Genètica
En un estudi genètic del 2017 publicat en Nature, s'analitzaven les restes de sis individus adscrits a la Cultura de Sopot, a Hongria. De les quatre mostres de cromosoma Y tret del G2a2b-L30 o de diversos subclades d'aquest, un pertanyia a l'I2-L596o i un altre al J2. El genoma mitocondrial extret era de diversos subclades de l'U8b1b, H, el T2c1, el K1a i el HV0a.
Els estudis de Mathieson et al., del 2018 i Patterson et al., del 2022 examinaren dues mostres femenines de Croàcia, els haplogrups d'ADNmt trobats en foren N1a1a i T2b. Les set mostres analitzades fins llavors segons l'anàlisi ADMIXTURE tenien si fa no fa un 87-98% d'ascendència dels primers agricultors europeus, un 2-12% dels caçadors-recol·lectors occidentals i un 0-4% pastors de l'estepa occidental.
Un estudi del 2021 de Freilich i col·laboradors publicat en Nature analitzava els genomes de 19 individus de la Cultura de Sopot, a Croàcia. De les set mostres d'ADN-I recuperades, tres pertanyien als haplogrups G2a2, dos a I2a2a-M223, una a J i una a C1a2b-Z38888. Els haplogrups d'ADNmt pertanyien als subclades H, J2b1, K1a, K2b, N1a1a1, T2b, T2c1, T2f, U5b2 i U8b1.